# Attesa di Dio
Attesa di Dio (titolo orig. Attente de Dieu) è una raccolta di testi di argomento religioso della filosofa e mistica francese Simone Weil, composti fra l'autunno 1941 e la primavera 1942. Fu pubblicata postuma a cura di Padre Joseph-Marie Perrin nel 1950 dalla casa editrice La Colombe. Riedito nel 1966 da Fayard, una nuova edizione è apparsa nel 2016 per Albin Michel.

## Struttura e genesi dell'opera
L'opera comprende sei lettere (fra cui una molto lunga intitolata Autobiografia spirituale) inviate da Simone Weil a Joseph-Marie Perrin, e cinque saggi affidati dalla Weil a Perrin:
1. Riflessioni sull'utilità degli studi scolastici, al fine dell'amore di Dio (Réflexions sur le bon usage des études scolaires en vue de l'amour de Dieu, primavera 1942[3])
2. L'amore di Dio e la sventura (L'amour de Dieu et le malheur, aprile-maggio 1942[4])
3. Forme dell'amore implicito di Dio (Formes de l'amour implicite de Dieu, aprile 1942[4])
4. A proposito del Pater (À propos du Pater, autunno 1941[3])
5. I tre figli di Noè e la storia della civiltà mediterranea (Les trois fils de Noé et l'histoire de la avilisation méditerranéenne, 1942[5])

Gli scritti furono custoditi da Joseph-Marie Perrin, un domenicano quasi cieco, incontrato dalla Weil a Marsiglia nel giugno del 1941, e divenuto per lei un confidente spirituale.
L'ultima parte dello scritto L'amore di Dio e la sventura è pressoché identico all'inizio di un altro scritto della pensatrice, L'amore di Dio e l'infelicità, di poco successivo, pubblicato nella raccolta L'amore di Dio (1962).

## Contenuti
Nelle lettere, composte fra gennaio e maggio del 1942, la Weil – di famiglia israelita e agnostica – racconta il suo avvicinamento al cristianesimo, a partire dall'infanzia («Sono per così dire nata, cresciuta e sempre rimasta nell'ispirazione cristiana») attraverso le impressioni vissute in Portogallo («Là, improvvisamente, ebbi la certezza che il cristianesimo è per eccellenza la religione degli schiavi, che gli schiavi non possono non aderirvi, ed io con loro») e le prime esperienze mistiche ad Assisi:
Tuttavia, ella spiega a Padre Perrin, in più passaggi, la propria esitazione ad accettare il battesimo, dichiarando fra l'altro:

## Edizioni italiane
- L'attesa di Dio, traduzione di Nicoletta D'Avanzo Puoti, Introduzione di Joseph-Marie Perrin, Roma, Gherardo Casini Editore, 1954, ISBN non esistente.
- Attesa di Dio, traduzione di Orsola Nemi, Introduzione di Benedetto P. D'Angelo[11], Milano, Rusconi, 1972, ISBN non esistente.
- Attesa di Dio, a cura di Maria Concetta Sala, con un saggio di Giancarlo Gaeta, Milano, Adelphi, 2008, ISBN 978-88-459-2311-1. - Collana gli Adelphi, Milano, Adelphi, 2024, ISBN 978-88-459-3867-2.